# Pokrówka
Pokrówka is een dorp in het Poolse woiwodschap Lublin, in het district Chełmski. De plaats maakt deel uit van de gemeente Chełm.